# Tarnów Północny
Tarnów Północ – nieczynny przystanek kolejowy położony w Tarnowie, w województwie małopolskim, w Polsce.